# Кошниця (Молдова)
Ко́шниця (рум. Coșnița) — село в Дубесарському районі Молдови. Адміністративний центр однойменної комуни, до складу якої також входить село Погреб'я. Село розташоване на лівому березі Дністра.

## Історичні відомості
У спеціальному повідомлені Молдавського обласного відділу ДПУ про продовольчі труднощі та голод в АМСРР від 2 березня 1933 року повідомляється про 30 голодаючих колгоспних сімей та 30 сімей одноосібників. Також зазначається про 2 випадки опухання від голоду. Голодуючий колгоспник-бідняк колгоспу «Фруктовий Донбас» Стратулат Логін, з'явившись у колгосп з проханням про продуктову допомогу, заявив: «У колгоспі більше не працюватиму, так як у минулому році весь рік пропрацював у колгоспі, в силу чого мій неосуспільнений інтенсивний клин залишився необробленим і мені зараз доводиться голодати із сім'єю», проте колгосп фонду проддопомоги не мав.

## Постаті
- Катішов Віталій Федорович (1974—2015) — солдат Збройних сил України, учасник російсько-української війни, загинув під Дебальцевим.